# NGC 6791
NGC 6791 é um aglomerado aberto na direção da constelação de Lyra. O objeto foi descoberto pelo astrônomo August Winnecke em 1853, usando um telescópio refrator com abertura de 3 polegadas. Devido a sua moderada magnitude aparente (+9,5), é visível apenas com telescópios amadores ou com equipamentos superiores. 